# Söchau
Söchau est une ancienne commune autrichienne du district de Hartberg-Fürstenfeld en Styrie. Au 1er janvier 2025, elle est incorporée à Fürstenfeld.